# Antonio Giacomo Acciaccaferri
Antonio Giacomo Acciaccaferri (fl. XVI secolo) è stato un pittore italiano, attivo a San Severino Marche fra il 1519 e il 1545.

## Biografia
Si riteneva fosse stato allievo del Pinturicchio, ma si formò invece sotto Bernardino di Mariotto di Perugia. Come coadiuvante di quest'ultimo eseguì alcuni lavori a San Severino. Nella stessa città dipinse nel 1521 una Crocifissione per la chiesa di San Francesco.